# Młody człowiek z trąbką
Młody człowiek z trąbką (Young Man with a Horn) – amerykański film z 1950 roku w reżyserii Michaela Curtiza. Scenariusz filmu został oparty na książce Dorothy Baker „Young Man with a Horn” z 1938, stanowiącej biografię przedwcześnie zmarłego muzyka jazzowego – kornecisty Bixa Beiderbecke.

## Obsada
- Kirk Douglas – Rick Martin
- Lauren Bacall – Amy North
- Doris Day – Jo Jordan
- Hoagy Carmichael – Willie Willoughby
- Juano Hernández – Art Hazzard
- Jerome Cowan – Phil Morrison
- Mary Beth Hughes – Marge Martin
- Nestor Paiva – Louis Galba
- Orley Lindgren – Rick jako chłopiec
- Walter Reed – Jack Chandler

## Fabuła
Pianista Smoke Willoughby wspomina swego przyjaciela z młodości, jazzowego trębacza Ricka Martina. Za sprawą narratora widz cofa się o kilkadziesiąt lat, by prześledzić drogę jaką przeszedł Rick od pierwszej fascynacji muzyką do osiągnięcia wirtuozerii. Poznajemy chłopca z używaną trąbką, który pod okiem wybitnego jazzmana kształtuje się na genialnego muzyka, który zaczyna swoją karierę w podrzędnych lokalach. Za sprawą swojego ogromnego talentu trafia do eleganckich klubach. Jednak Rick ma jedno wielkie pragnienie, chce zagrać wysoki i niemożliwy do osiągnięcia ton. Pragnienie to przeradza się w obsesję, która pcha go w dół, muzyk pogrąża się w alkoholizmie, który w końcu doprowadza do jego śmierci.